# Сан-Диего (Сесар)
Сан-Диего (исп. San Diego) — город и муниципалитет на северо-востоке Колумбии, на территории департамента Сесар.

## История
Поселение из которого позднее вырос город было основано 19 июля 1609 года испанским капитаном Диего де Невадо.

## Географическое положение

Муниципалитет Сан-Диего

Город расположен в северо-восточной части департамента, к востоку от реки Сесар и к западу от горного хребта Сьерра-де-Периха, на расстоянии приблизительно 13 километров к юго-востоку от Вальедупара, административного центра департамента. Абсолютная высота — 175 метров над уровнем моря.

Муниципалитет Сан-Диего граничит на севере, юге и востоке с муниципалитетом Ла-Пас, на западе — с муниципалитетом Вальедупар. Площадь муниципалитета составляет 670 км².

## Население
По данным Национального административного департамента статистики Колумбии, совокупная численность населения города и муниципалитета в 2012 году составляла 13 521 человека.
Динамика численности населения муниципалитета по годам:
| 2005   | 2006   | 2007   | 2008   | 2009   | 2010   | 2011   | 2012   |
| ------ | ------ | ------ | ------ | ------ | ------ | ------ | ------ |
| 13 772 | 13 744 | 13 713 | 13 680 | 13 644 | 13 605 | 13 565 | 13 521 |

Согласно данным переписи 2005 года мужчины составляли 50,5 % от населения Сан-Диего, женщины — соответственно 49,5 %. В расовом отношении белые и метисы составляли 95 % от населения города; негры, мулаты и райсальцы — 6 %, индейцы — 0,4 %.
Уровень грамотности среди населения старше 15 лет составлял 82,1 %.

## Экономика
Основу экономики Сан-Диего составляет сельскохозяйственное производство (в структуре которого значимую роль играет животноводство).
52,4 % от общего числа городских и муниципальных предприятий составляют предприятия торговой сферы, 31,6 % — предприятия сферы обслуживания, 9 % — промышленные предприятия, 7 % — предприятия иных отраслей экономики.